# Gran elefant dret
Gran elefant dret és una escultura monumental de bronze de l'escultor mallorquí Miquel Barceló. Mesura al voltant dels 8 metres d'alçada i representa un elefant en posició d'equilibri invertit sobre la seva trompa.
L'escultura no es veu fidel a l'anatomia de l'animal, ja que no té ni ulls ni banyes. Igual que en altres mamífers corpulents, es tracta d'una "suplantació" de l'artista: Barceló de fet considera l'escultura com un autoretrat, ja que representa l'equilibri d'un artista en temps difícils. L'artista explica que un escultura així està feta per estar al carrer. L'artista la compara fins i tot amb un arbre o amb una ballarina, per la manera com apareix des de lluny.
L'escultura va ser acabada el maig de 2009. Fa ser realitzada a Alfa Arte d'Eibar, al País Basc. Un model a escala es va digitalitzar abans de crear el prototip d'escuma de poliestirè de 8 metres d'alçada. Aquest prototip va ser revisat per l'escultor, i posteriorment es va fer un motlle de silicona. A continuació, es va abocar el bronze en una trentena de peces que es van treballar per separat durant diversos mesos abans de ser soldades. El conjunt pesa unes cinc tones. Barceló va treballar amb enginyers per assegurar l'estabilitat de l'escultura. N'existeixen dos exemplars.
La idea de l'obra és, no obstant això, força més antiga. Barceló diu haver dibuixat l'obra anteriorment, i haver-ne esculpit una còpia de guix amb el seu fill, a la dècada de 1990. L'obra en bronze n'és una recreació. Existeix també un exemplar de quatre metres d'alçada que pesa dues tones, Elefant dret o Elefantdret, creada el 2007.

## Exposicions
L'estàtua ha passat per les següents exposicions:
- Madrid (del febrer al juny de 2010),[13] davant del centre cultural CaixaForum, situat al Passeig de la Castellana en el marc de l'exposició Miquel Barceló 1983-2009.[14]

- Avignon (del juny de 2010 al maig de 2011),[15] ubicat al Palau dels Papes. Instal·lada a l'exposició Terramare, dedicada a Miquel Barceló,[16] i que va durar fins al novembre de 2010. L'escultura va romandre a Avignon fins al mes de maig següent.[17]

- Barcelona (del juliol de 2010 el gener de 2011),[18] davant del centre cultural CaixaForum a l'exposició Miquel Barceló 1983-2009.

- Nova York (del setembre de 2010 el gener de 2011).[19] A la Union Square, iniciativa del New York City Department of Parks and Recreation amb el suport de la galeria Marlborough. L'escultura va ser transportada en vaixell.

## Galeria
- Al CosmoCaixa de Barcelona
- A l'Union Square Park de Nova York
- Seu de l'Obra Social "La Caixa", a Madrid
- Al CosmoCaixa de Barcelona